# サイレントヒル ゼロ
『サイレントヒル ゼロ』(SILENT HILL ZERO) はコナミが提供するホラーアドベンチャーゲームであり、「サイレントヒルシリーズ」の一作。
日本国外版は『Silent Hill: Origins』（サイレントヒル オリジンズ）のタイトルでPS2版も発売されており、キャラクターのモデリングが若干変更されている。

## 概要
シリーズ第1作『サイレントヒル』の前日談であり、作中にはそれを示唆するアイテムや登場人物が複数登場する。
発売前にはカプコンの『バイオハザード4』に類似した3人称視点や、バリケードを構築して敵の襲撃を防ぐなどの新要素導入が予告されていたが、実際のゲーム中で採用されることは無かった。ただし、敵からの攻撃に対してQTE（クイックタイムイベント）での防御が可能になったり、近距離用武器の使用回数が有限になるなどの新要素が導入されている。また、シリーズでは初となる素手攻撃が可能となった。
従来の作品では物語が進行すると受動的に裏世界へ移行するという演出が存在したが、本作では鏡に触れることによって能動的に裏世界へ移動できる。表世界では進行不可能である通路が裏世界では通行可能であることも多く、表世界への移行と裏世界への移行を繰り返すことがゲーム攻略の鍵となる。
これまでのシリーズ作品を開発していたコナミコンピュータエンタテインメント東京内のTeam Silentに代わり、イギリスのクライマックススタジオにより製作されている。開発にコナミは関わっておらず、以降のシリーズ作品は『サイレントヒル ブック オブ メモリーズ』まで海外制作となっている（一部除く）。

## ストーリー
サイレントヒルへ配送に向かっていたトラック運転手のトラヴィス・グレイディは、突然トラックの前に現れた少女を避けるべく急停車した。逃げるように立ち去った少女を追って町はずれに辿り着いたトラヴィスは、燃えさかる一軒家と辺りを窺う不審な女性に気づく。直後、家の中から少女の叫び声が響いた。意を決したトラヴィスは火災の中に飛び込み、全身に火傷を負った少女を助けるが、そこで意識を失った。
トラヴィスが意識を取り戻したとき、彼はサイレントヒルの市街地にいた。少女の安否を知るべく、彼女が搬送されたであろうアルケミラ病院へ向かうが、院長からは「そんな患者は入院していない」と言われてしまう。更に病院の奥へ侵入した彼は看護婦のような怪物に襲われ、謎の少女に誘われるかの如く「鏡の中の世界」に入り込む能力を得る。
事件の真相を追ってトラヴィスは町の深部へと踏み込んでいくが、同時に自らの哀しい過去が明らかになっていく。

## 登場人物
トラヴィス・グレディー(Travis Grady)
声 - マイキー・オコナー / ベン・イーライ(幼年)
本作の主人公。20代。傷付いた過去を抱くトラックドライバー。
鏡を介し能動的に表と裏の世界を行き来することが出来、何らかの先天的な素質があると思われる。だが、のちに母親のヘレンが自身も鏡を使い行き来が出来ると発言しており、母親から能力を受け継いだと思われることが判明した。
謎の少女アレッサとの出会いを皮切りに、サイレントヒルに宿る力によって自らの過去のトラウマと向き合っていくと同時に、サイレントヒルで暗躍するカルト教団の謎に迫っていく。
最後はアレッサと共に神を倒し、サイレントヒルから脱出するが、一定数以上敵を倒すとトラヴィス自身がブッチャー＝殺人鬼だったことが判明することになる。
ゲーム中でも、ブッチャーが棲家にしているモーテル503号室の写真集や劇場のメモ、シャベルを選択した際の不穏な説明文などからトラヴィスが過去に連続殺人を起こしている可能性が暗示されている。
母ヘレンの発言は間違いではなく、実際にトラヴィスの心の奥に強い凶暴性・残虐性を秘めている事が示唆され、それが「ブッチャー」として具現化している。
アレッサ(Alessa)
声 - ジェニファー・ウッドワード
本作のヒロインであり、世界観の要となるキーパーソンでもある7歳の少女。
トラヴィスによって火事から救い出されるも全身に火傷を負い死亡した…はずなのだが、無傷の姿でトラヴィスの前に現れ、彼を裏世界へと導く。
本作ではアレッサの魂の片割れであるシェリル出生の謎が明かされる。
ダリア・ギレスピー(Dahlia Gillespie)
声 - ローレンス・ブヴァール
アレッサの母親であり、カルト教団の司祭。39歳。『１』と同様に、本作中の事件の黒幕。
娘に神を宿し、出産させようと目論みるが、アレッサに神を宿す儀式を行う際に大量の炎を使用したため、火事となった。
『１』で読める記事によると、火事は大規模なもので7棟が全焼する事態になっている。
リサ・ガーランド(Lisa Garland)
声 - ジェニファー・ウッドワード
アルケミラ病院に勤める見習い看護婦。16歳。
魅力的な風貌と優しげな雰囲気を持ち明るい性格だが情緒不安定な面がある。
この頃から既に麻薬（PTVというドラッグ）中毒だった他、カウフマンと肉体関係があったことが示唆されている。
『１』とは違い、異世界やクリーチャーの影響は受けていない様に見える。
カウフマン(Kaufmann) / マイケル・カウフマン(Michael Kaufmann)
声 - ジョン・チャンサー
アルケミラ病院の院長。43歳。
冷静沈着で合理的だが、どこか慇懃な態度で嫌みな印象を受ける。
新興宗教と関わりを持っている。密かに麻薬PTVを取り扱っており、本作ではリサと肉体関係があったことが示唆されている。
『１』とは違い、彼にクリーチャーや異世界は見えていない。
ヘレン・グレイディ(Helen Grady)
声 - ローレンス・ブヴァール
トラビスの母親でリチャードの妻。享年不詳で故人。夫よりも先に他界している。鏡を行き来する能力を持つ。
トラヴィスを無理心中で殺そうとしたが、その事が原因で精神病患者として療養所（サナトリウム）に収容された。
警察の取調べに彼女は「『鏡の中の人々』に息子は『悪魔の子供』だから殺すようにと求められた」と主張した。
その後の安否は不明だが、ボス戦前の子供トラヴィスにヘレンが「自分は死んでおらず、ただ囚われているだけ」と発言している。
もしヘレンの言う鏡を使って行き来が出来る事が本当だとしたら、トラヴィスが鏡を介して表世界や裏世界へ能動的に移動できるのは、母からの能力遺伝である可能性がある(歴代主人公の中で、異世界に能動的に行き来できるのはトラヴィスだけである)。
ママ(Momma)
トラヴィスが幼い頃に他界したヘレンが異形と化した姿。
体は人型。円錐形の檻の中におり天井に吊らされている。檻から飛び出すようにみえる鋭い針とガスを使った攻撃をする。
ガスを使った攻撃はヘレンが子供時代のトラヴィスと共にガスによる自殺を図った事から来ている。
リチャード・グレイディ(Richard Grady)
声 - ジョン・チャンサー
トラヴィスの父親でヘレンの夫。享年不詳で故人。
妻ヘレンの入院後、幼いトラヴィスと共にモーテルに滞在していたが、1961年6月12日に500号室で首吊り自殺した。遺体を発見したトラヴィスは父の死を受け入れる事が出来ず、モーテルの清掃員が現場を発見して通報するまでの約10時間ずっと遺体に話しかけ続けていた。
生前は妻ヘレンや息子トラヴィスを愛していた普通の人。愛妻家だった為、ヘレンと病院で何度も面会していたが、回復するどころか急激に悪化して発狂する姿を見て、もはや自分の知っている妻では無くなったという事実に絶望して死を選んだ。
幼い息子に母親が精神病棟に入院しているとは言えず「お母さんは亡くなったんだよ。」と偽っていたがトラヴィスは懐疑的だったようである。
サッドダディ(Sad Daddy)
トラヴィスが幼い頃に自殺したリチャードが、裏世界で異形の怪物と化した姿。名前は「悲しきパパ」。
人間似た口が特徴で天井から吊り下がった箱に体を押し込めた姿をしている。頭部が伸縮し、噛みつき攻撃、触手攻撃、吐血の様に口から液体を吐いて攻撃してくる。また即死攻撃も使用してくる。
ハリー・メイソン(Harrold "Harry" Mason)、ジョディ・メイソン(Jodie Mason)
声 - マイケル・グイン(ハリー） / ジェニファー・ウッドワード(ジョディ）
エンディングにのみ登場する、『１』の主人公ハリー（25歳）とその妻ジョディ（年齢不詳）。
アレッサの魂の半分である赤子を路上で拾うことになる。今作では声のみの出演。
シェリル・メイソン(Cheryl Mason)
アレッサがフラウロスの力で分離させた、魂の半分が具現化した0歳の赤子。メイソン夫妻に拾われる。
ブッチャー(The Butcher)
大きな肉切り包丁を手にした怪人。名前は「肉屋」もしくは「屠殺人」を意味する。
体格はトラヴィスよりも一回り以上も大きく、肉屋のようなエプロンを身に纏い、顔の左半分をマスクで隠している。他のクリーチャーを惨殺したり、トラヴィスに脅迫めいた文章を残すなど他のクリーチャーとは異なる習性を持つ。序盤の肉屋で初登場して以降、様々な場所で姿を見せたり、痕跡を残していく。物語の終盤、モーテルのキッチンにて遂にトラヴィスと直接対峙し、交戦の末、倒された。移動スピードは遅いが攻撃力は高く、掴み攻撃を受けた際に2回目のコマンド入力を失敗すると即死攻撃を繰り出してくる。
なお、特定のエンディングではトラヴィス自身の凶暴性・残虐性である邪悪な人格が具現化した存在である事が示唆されている。

## クリーチャー
ナース(Nurse)
トラヴィスが最初に遭遇する人型クリーチャー。シリーズお馴染みのナース枠。
トラヴィスを見つけるとよろよろと近づき、メスや巨大な注射器で襲ってくる。
キャリオン(Carrion)
皮を剥いだ犬のような見た目の下半身が異様に大きい獣型クリーチャー。大型の個体もいる。名前は「腐肉」を意味する。
普段はゆっくりと頭を引きずりながら這いずり回るように移動しているが、近づくと俊敏な動きで体当たりしてくる。また、感知能力は並だが追尾能力が半端ではない。
レムナント(Remnant)
療養所のみに現れる拘束具のようなものを付けた透明のクリーチャー（ライトを当てた時に現れる影の形から人型であると思われる）。名前は「残骸」の意を持つ。
動きは鈍いが、ライトを消しても近くを通れば気づくほど感知力が高い。薄暗い場所では見つけ難い。攻撃は体当たりだが攻撃力が高い。
倒れた時点で確実に死んでいるため、唯一とどめを刺す必要のない珍しいクリーチャー。
アリエル(Ariel)
劇場にのみ現れる操り人形の姿をしたクリーチャー。瀕死からの復活が早い。
天井にぶら下がっていることが多いが、床に落下すると逆立ちの格好で移動することもある。ぶら下った状態では首絞め、逆立ち状態では蹴りを繰り出す。
キャリオンマザー(Calion Mother)
見た目はキャリオンが巨大化しただけのクリーチャー。
行動もキャリオンとほぼ変わらず、前足を上げて圧し掛かりを繰り出す時がある。
他の敵と違い、絶命すると煙のように消え、跡には緑色の染みが残る。
ツーバック(Twoback)
人型の肉塊が二体折り重なってくっついたような外見のクリーチャー。戯曲『オセロ』の台詞“二つの背中を持つ獣”が名前の由来。
二人羽織のようにも性交のようにも見える見た目故か、それぞれ別に動こうとしているのかは不明だが二体の手足の動きがちぐはぐなため、歩く姿はもがいているように見える。
突進したり、針のような腕で突きを繰り出したり、体液を吐き出して遠距離攻撃を仕掛けてくる。

### ボス
ブッチャー、ママ、サッドダディは上記を参照。
ストレイトジャケット(Straight Jacket)
両腕を拘束された人間のような姿をしたクリーチャー。名前は「拘束服」を意味する。病院のボス個体と通常個体がいる。
動きが速く、両足でのつかみ攻撃や体液を吐きかけて攻撃してくる（二連射パターンもあり）。
『２』のライイングフィギュアに酷似しているが、似た別種なのか同一の存在であるのかは不明。
キャリバン(Caliban)
ブリッジをしたような格好の大型クリーチャー。巨大な足で地響きを立てながら歩き回っている。劇場のボス個体と通常個体がいる。
耐久力が高く、高威力の踏み付けや攻撃範囲の広い体当たりを仕掛けてくる。
劇場に迷い込んだアレッサを恐怖させた「バッファローを模した怪物の衣装」が基になっている。
アレッサズドリーム(Alessa`s Dream)
麻酔薬を吸って気絶したトラヴィスの悪夢の中に出現する、悪魔とも神ともつかぬ姿をしたクリーチャー。本作のラストボス。
戦闘では鋭い爪で斬りつけたり、胸部から光線を発するほか、上空から大量の火炎弾を降らせて全方位を攻撃してくる。

## 武器
本作では接近戦用武器に耐久値が設定されており、一定回数使用すると破損・消失してしまう。ただし既存シリーズに比べて多種多様な接近戦用武器が登場し、同種の接近戦用武器を多数同時に所持する事が可能になった。また、素手による格闘攻撃も可能になった為、たとえ武器を使い果たしてもゲーム進行が不可能になるわけではない。

### 素手
両腕で交互にパンチを繰り出す。最初から使用できる攻撃手段であり、使用回数に制限はないものの威力は極めて低く、リーチも短い。

### 接近戦用武器 (投てき武器)
敵に投げつける為の武器。使用回数は一回のみであり、標的に命中せずとも破損してしまう。武器自体の重さとチャージする時間によって威力や射程が変化する。
アルコールのビン
かご
書類整理棚
タイプライター
ツールボックス
テーブルランプ
鉄のおもり
電気スタンド
トースター
ポータブルテレビ

### 接近戦用武器 (直接攻撃)
敵を殴打、切断、刺突する為の武器。種類によって威力やリーチ、攻撃速度、耐久値が異なるため、使い分けが重要になる。
折れた棒
かぎ竿
カミソリ
ギザギザな木材
シャベル
タイヤレバー
調理用ナイフ
点滴用の支柱
ドライバー
肉切り包丁
日本刀
バトン
火かき棒
ハンマー
ピッチフォーク
ビリヤードのキュー
ミートフック
メス
槍
レンチ
月のこて
ゲームを一度クリアすると初期装備に追加される武器。拳に鋭い棘を備えた金属製の籠手で、何度使用しても破損することは無く、ボスを数発で倒せるほどの威力を誇る。
巨大肉切り包丁
２周目に敵を100体以上倒してクリアし、特殊なエンディングを見ると初期装備に追加される。月のこてと同等の威力、破損しない耐久力に加え、長いリーチを誇る。
消防斧
ゲーム冒頭でアレッサを救出する際、80秒以内に脱出すると追加される。威力は平凡だが、何度使用しても破損しない特性を持つ。

### 遠距離戦用武器
遠距離の敵を攻撃するための銃器。武器そのものは破損はしないが弾薬を消費する。種類によって発砲速度、射程、攻撃力、装弾数が変化する。
競技用ピストル
6発の装弾が可能であり、射程も長い拳銃。ただし威力は素手と同等。
軍用ピストル
装弾数が8発に増え、競技用ピストルより威力も高い上位互換的な拳銃。
ショットガン
絶大な威力を持つが、装弾数が2発のみであり、射程が極めて短い散弾銃。
狩猟用ライフル
装弾数は4発だが、極めて高い威力を持ち、射程も長いライフル銃。
アサルト・ライフル
単発の威力は高くないがフルオート連射によって高い火力を誇るライフル。射程も長く、装弾数は18発。
リディーマー
装弾数は6発だが狩猟用ライフルと同等の威力を持ち、射程に優れた44口径のリボルバー拳銃。
テスラ・ライフル
UFOエンディングをクリアした後に初期装備として追加される。長射程の光線を無制限に連射できる光線銃。

### 最初から持っているアイテム
フラッシュライト
暗所を照らし出す懐中電灯。ただし、使用しているとクリーチャーに気付かれてしまう。
ラジオ
クリーチャーが接近するとノイズを発する為、探知機として使用できる。
運命のコイン
トラヴィスが昔から持ち歩いているお守り。ある謎を解き明かすヒントが隠されている。
暗視ゴーグル
フラッシュライトを使用した時間が3時間でクリアすると初期装備として追加される。敵に気付かれず暗所を探索できる。

### 消費アイテム
栄養ドリンク
使用するとスタミナを全回復する。従来作品の同名アイテムとは異なり体力の回復効果は無く、ペットボトル飲料である。
健康ドリンク
使用すると体力が小程度回復する。従来作品の『栄養ドリンク』に近いアイテムだが、スタミナ回復効果は無い。
救命キット
使用すると体力が中程度回復する。
アンプル
使用すると体力が完全に回復する。本作ではスタミナ回復効果はない。

## エンディング
グッドエンド
アレッサと共に神の誕生を阻止したトラヴィスは、自分のトラックに乗って町を去って行った。アレッサの魂の半分は赤子となり、メイソン夫妻に拾われる。ダリア達はアレッサに苦痛を与え続ける事で魂の半分を呼び戻す事を画策する。そして物語は『1』へと続いていく。
一周目では必ず到達するエンディング。
バッドエンド
トラヴィスは拘束具に繋がれていた。そして頭の中に声が響き渡り、トラヴィスとブッチャーの姿が重なる。
二周目以降で大量のクリーチャーを殺害した場合のエンディング。
UFOエンド
トラヴィスの前に宇宙人と柴犬が現れ、トラックは自分の星にあるから連れて行ってあげると言う。喜んだトラヴィスは宇宙船を操縦してもいいかと尋ねた。
二周目以降で入手できるモーテル502号室の鍵をその部屋の扉に使うと分岐する。